# 川越工業団地
川越工業団地（かわごえこうぎょうだんち）は、埼玉県川越市の工業団地。

## 概要
川越市街地に混在する企業の再配置を促進することを目的に、埼玉県企業局が1973年（昭和48年）に事業着手、1981年（昭和56年）に完成した。
工業団地（および周辺）の120社の企業は「川越東部工業会」を結成している。川越市芳野台1丁目と芳野台2丁目にまたがる。
隣接地に川越第二工業団地が造成され、芳野台3丁目が新設された。

## 立地している主な企業
- ナガイのり
- 亀屋
- エクセディ
- ホンダロック
- デンヨー
- 小池酸素工業
- 松井製作所
- LIXIL鈴木シャッター
- 池田硝子
- 奥村印刷
- 三光産業
- 中央公論新社
- ちふれ化粧品
- TOKAI